# Nikola Tesla

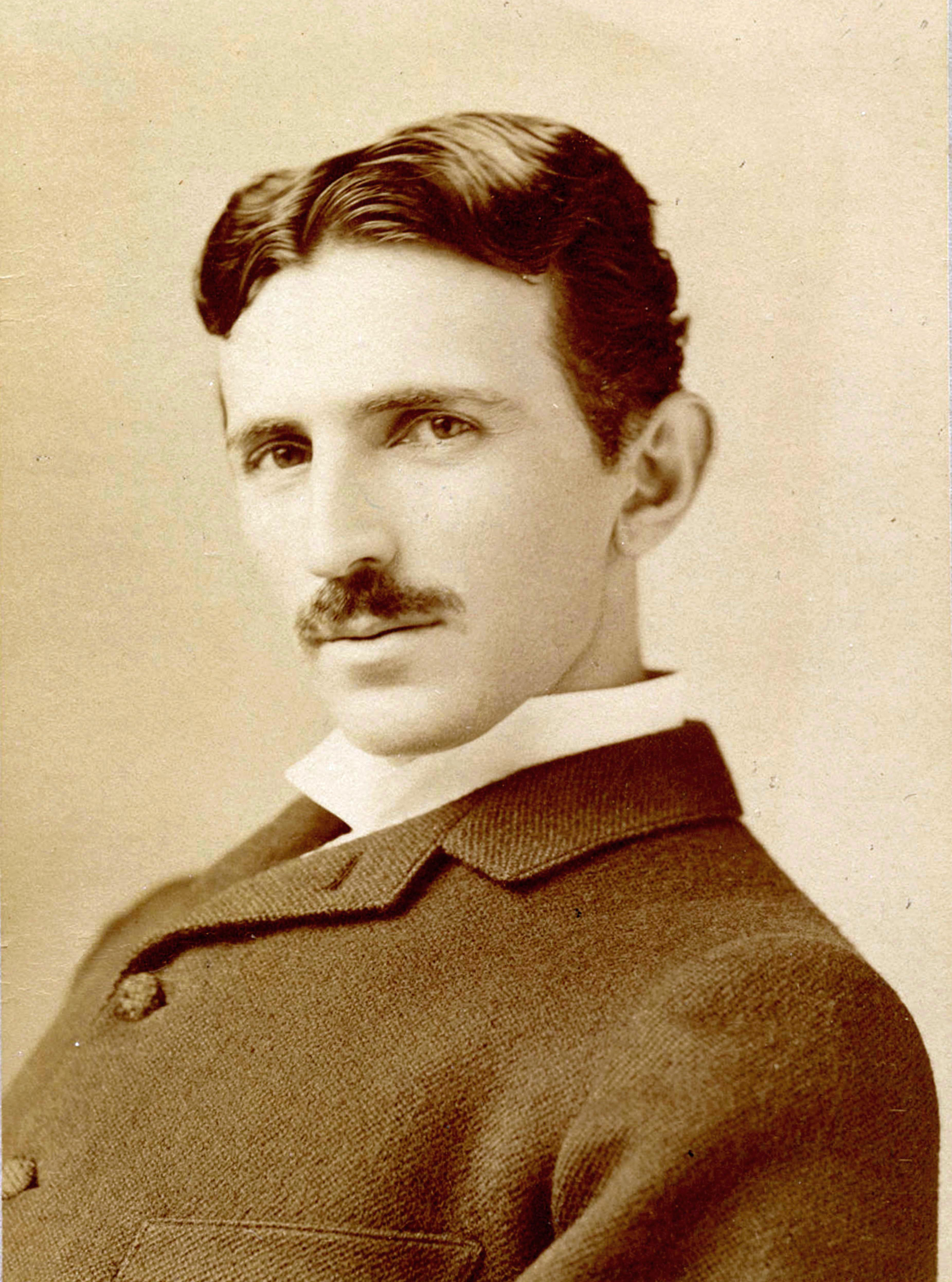
Nikola Tesla op een foto uit 1893

Nikola Tesla (Servo-Kroatisch: Никола Тесла) (Smiljan, 10 juli 1856 – New York, 7 januari 1943) was een uitvinder, elektrotechnicus en natuurkundige. Hij wordt gezien als een van de grootste ingenieurs en uitvinders aller tijden.
Nikola Tesla is bij het grote publiek vooral bekend als de uitvinder van de wisselstroomgenerator, de wisselstroomelektromotor en van andere belangrijke componenten van het huidige elektriciteitsnet. Deze apparaten waren in rudimentaire vorm meestal al voor Tesla's tijd ontwikkeld door eerdere ingenieurs. Tesla's verdienste was dat hij het wisselstroomprincipe veel verder ontwikkelde en bijna alle benodigde apparaten voor een op wisselstroom gebaseerd betrouwbaar elektriciteitsnet sterk verbeterde of zelf ontwierp. Tesla was al bij zijn leven een bekend en beroemd geleerde, maar verloor veel prestige door zijn op latere leeftijd gedane onbewezen beweringen over techniek en wetenschap. Hij werd in de Verenigde Staten het toonbeeld van de gekke geleerde. Anderen noemden hem liever idealistisch en niet-commercieel en daarom een tegenpool van zijn eveneens beroemde concurrent-uitvinder Thomas Alva Edison.
Naar Tesla is in 1960 de eenheid van magnetische fluxdichtheid vernoemd, de tesla (symbool T).

## Biografie

### Jeugd
Nikola Tesla werd geboren in Smiljan in de provincie Lika van het toenmalige keizerrijk Oostenrijk, tegenwoordig Kroatië. Over zijn exacte geboortedatum bestaat onzekerheid: hij zou rond middernacht van de 9e op de 10e juli 1856 geboren zijn. Hij was de zoon van de Serviër Milutin Tesla, een Servisch-Orthodoxe priester en Đuka Mandić. Deze aanbaden zijn briljante, oudere broer Dane,  die evenwel op 12-jarige leeftijd overleed. Nikola, die toen 5 jaar oud was, voelde de zware last van hun verwachtingen op zijn schouders neerkomen. Na het doorlopen van zijn elementaire opleiding in Kroatië studeerde hij natuurkunde, techniek en filosofie aan de universiteiten van Graz en Praag in het toenmalige Oostenrijk-Hongaarse Rijk. Na een korte tijd in Frankrijk en Duitsland gewerkt te hebben, emigreerde hij in 1884 naar de Verenigde Staten, waar hij in New York een baan kreeg aangeboden bij het bedrijf van Edison. In 1891 werd Tesla tot Amerikaans staatsburger genaturaliseerd.

### Rivaliteit met Edison
Na korte tijd raakte hij in conflict met Edison, een van de grondleggers van General Electric. Edison kreeg een bepaald probleem met een van zijn uitvindingen niet opgelost en beloofde een flinke beloning te betalen aan degene die dat voor hem kon doen. Tesla nam de uitdaging aan en vond binnen korte tijd de oplossing. Edison weigerde echter de uitgeloofde beloning te betalen en antwoordde: “Je begrijpt onze Amerikaanse humor niet, Tesla!” Kort nadien weigerde Edison om Tesla’s weeksalaris van $18 te verhogen tot $20, waarop Tesla ontslag nam en een eigen bedrijf begon, gesteund door Edisons concurrent George Westinghouse. Tesla verkocht 40 patenten aan Westinghouse die daarmee het monopolie van Edisons General Electric kon breken. In die tijd speelde zich de zogenaamde War of the Currents af tussen het wisselstroomsysteem van Westinghouse en het gelijkstroomsysteem van Edison. Mede dankzij Tesla’s verbeteringen in veel componenten van het wisselstroomnet wist Westinghouse deze strijd te winnen. Na enige tijd was Edison zelfs gedwongen om zijn dure en inefficiënte gelijkstroomsysteem te laten varen en ook op wisselstroom over te gaan. In 1916 accepteerde Tesla de (AIEE nu IEEE) IEEE Edison Medal, vernoemd naar zijn rivaal.

### Slechte zakenman
Omdat Tesla, in tegenstelling tot Edison, niet zakelijk ingesteld was, trok hij nooit ten volle profijt van de patenten op zijn uitvindingen. Deze hadden hem in principe schatrijk kunnen maken maar hij had daarentegen voortdurend problemen met schuldeisers. Een voorbeeld hiervan is dat zijn zakenpartner George Westinghouse in financiële problemen geraakte en Tesla zijn lucratieve patentrechten opgaf om hem te helpen. In die tijd begonnen Tesla's patenten net goed geld op te brengen doordat steeds meer steden een elektriciteitsnet aan het opzetten waren waarbij van Tesla's uitvindingen gebruik werd gemaakt. Zo verloor Tesla bijna al zijn inkomstenbronnen terwijl bij Westinghouse het geld binnenstroomde en de eigenaren zo hun bedrijf groot maakten met zijn patenten. Westinghouse Electric Company is tegenwoordig wereldwijd nog altijd een van de grootste bedrijven op elektrotechnisch gebied.

### Laatste jaren

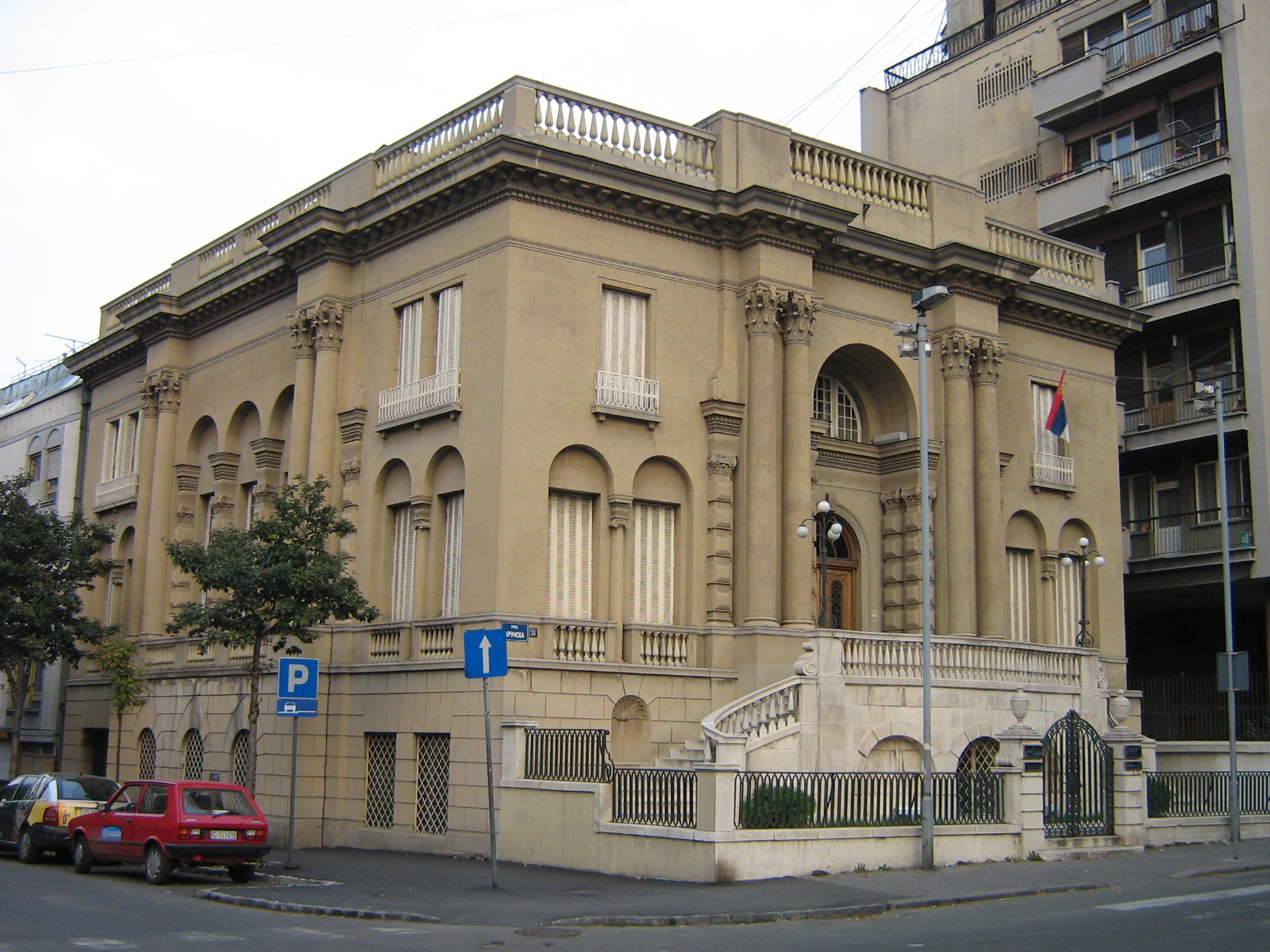
Nikola Tesla Museum in Belgrado (hier worden zijn persoonlijke spullen bewaard)

Vanaf ongeveer 1915 kreeg Tesla geen grote investeerders meer achter zich en hij raakte bij het grote publiek langzaam in de vergetelheid. Voor wetenschappelijke congressen en andere evenementen werd hij nog wel vaak uitgenodigd. Meestal sloeg Tesla deze uitnodigingen af. Zijn laatste jaren bracht hij door in het hotel The New Yorker in Manhattan, New York, financieel onderhouden door de regering van het Koninkrijk Joegoslavië.
Tesla stierf in 1943, 86 jaar oud. Twee dagen na de dood van Tesla nam de regering van de VS (het Office of Alien Property) alle documenten en bezittingen van Tesla in beslag, om te voorkomen dat ze (het was midden in de Tweede Wereldoorlog) in vijandelijke handen zouden vallen. Dat Tesla niet vergeten was door zijn 'vakbroeders' bleek bij zijn uitvaartdienst. Deze werd bijgewoond door talrijke geleerden en ingenieurs. In overeenstemming met zijn testament werd zijn lichaam gecremeerd en werden, na de oorlog, zijn persoonlijke bezittingen, archief van laboratoriumverslagen en correspondentie, naar zijn neef in Joegoslavië gestuurd. Later werden deze in het Tesla Museum in Belgrado (zie onder Externe links), tentoongesteld. Hier is ook de urn met zijn as te zien.

## Wetenschappelijk werk

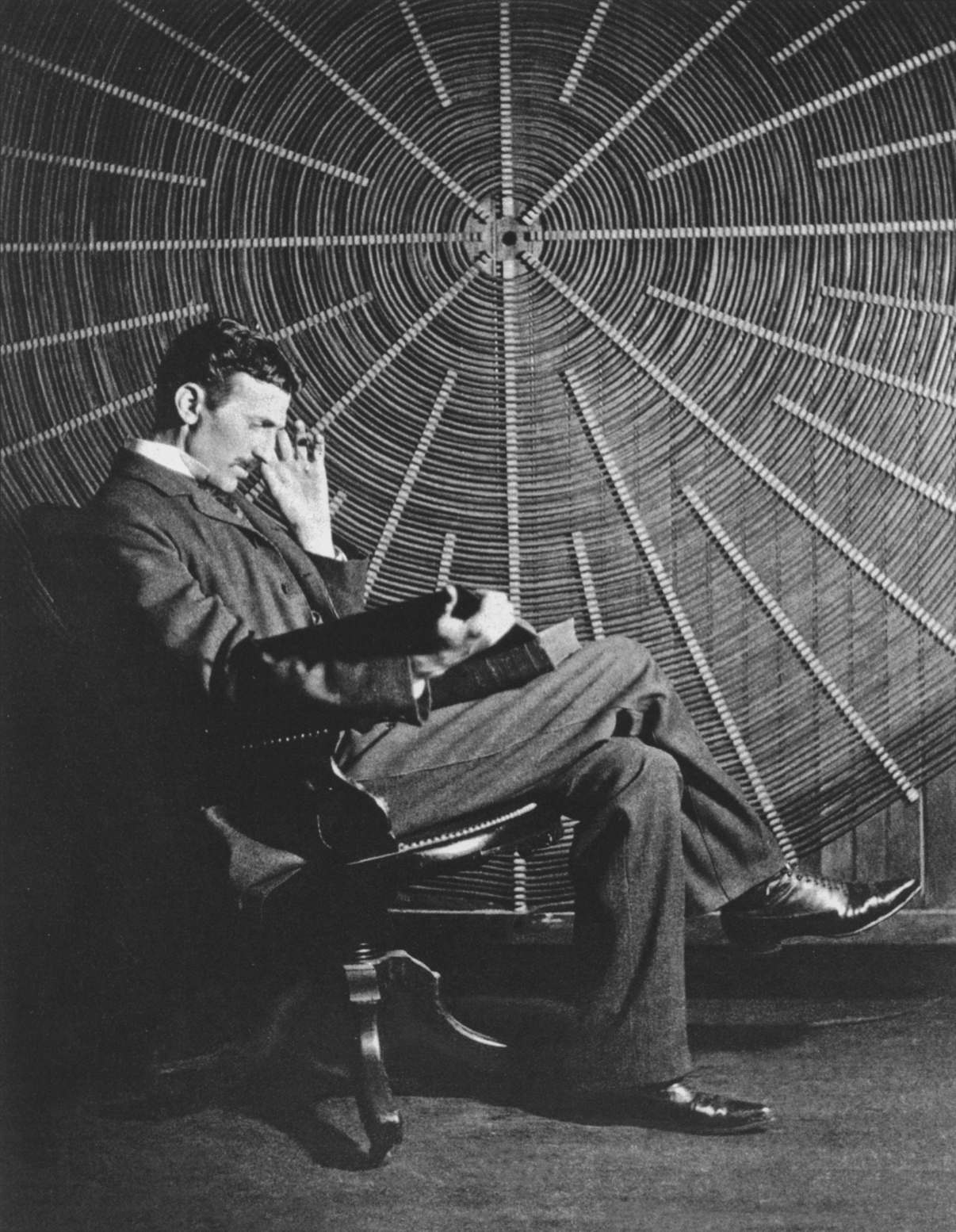
Nikola Tesla met op zijn schoot Rudjer Boscovich' boek Theoria Philosophiae Naturalis, met op de achtergrond een spiraalwinding van zijn Tesla spoeltransformator, in zijn laboratorium aan East Houston Street, New York. (1893)

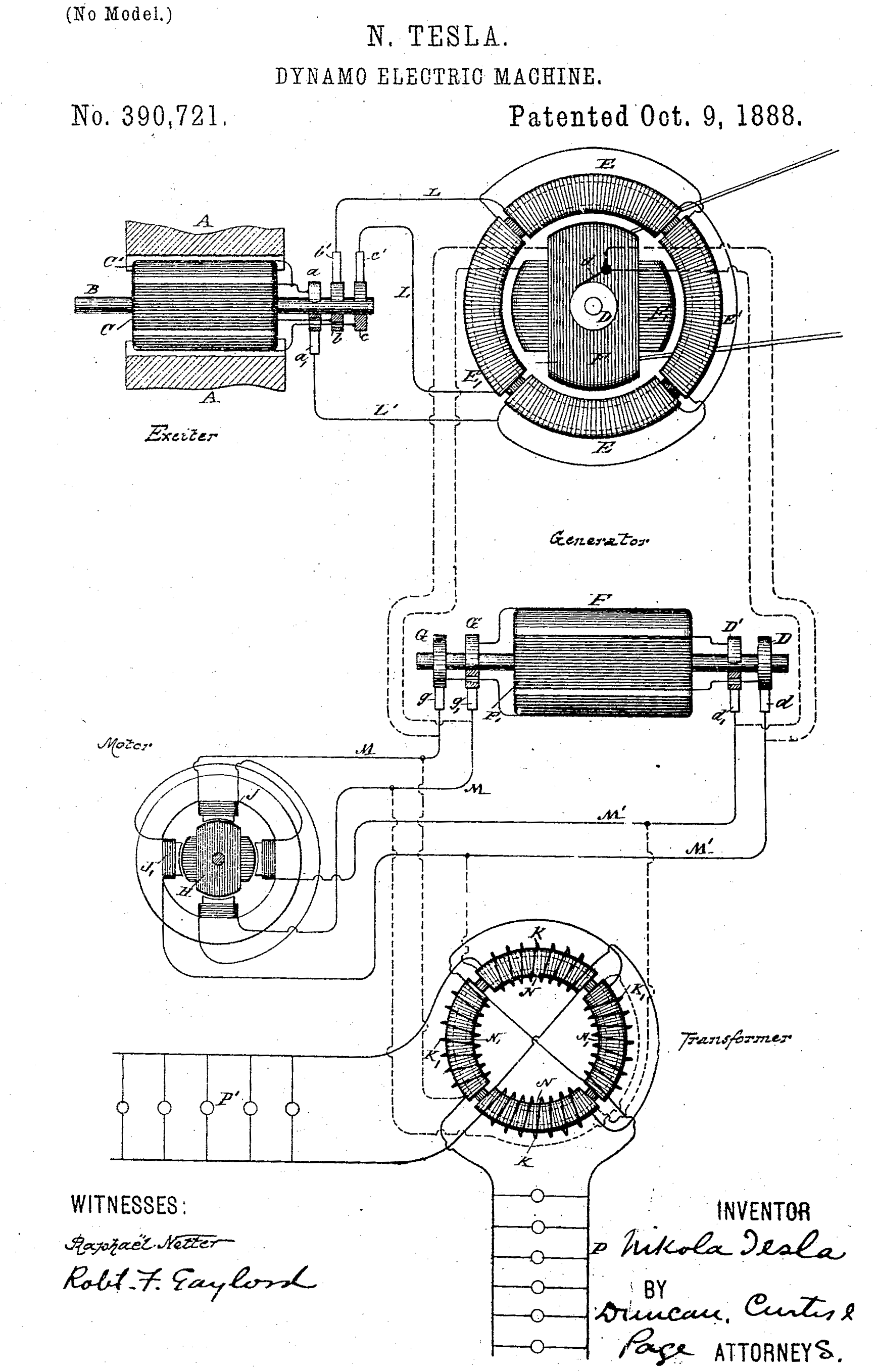
Tesla's US390721 Patent voor een “Dynamo Electric Machine”

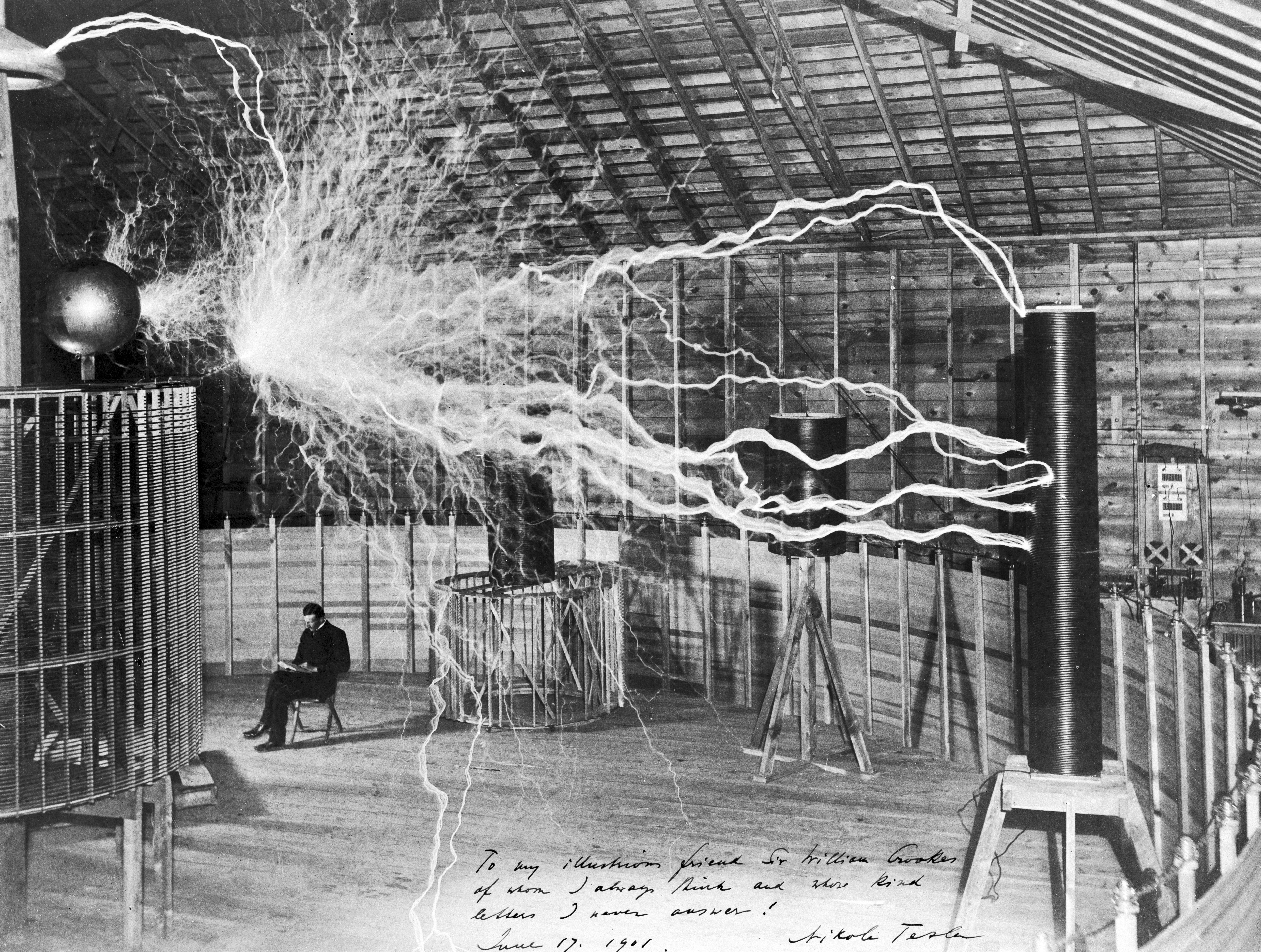
Volgens Tesla's aantekeningen is dit een dubbel belichte foto, rond 1899 gemaakt in zijn laboratorium in Colorado Springs:
“Om een indruk te geven van de lengte van de ontladingen zit de experimentator achter de 'extra spoel'. Ik houd hier niet van maar sommigen vinden zulke foto's spannend. Uiteraard was er geen ontlading toen de experimentator werd gefotografeerd!”

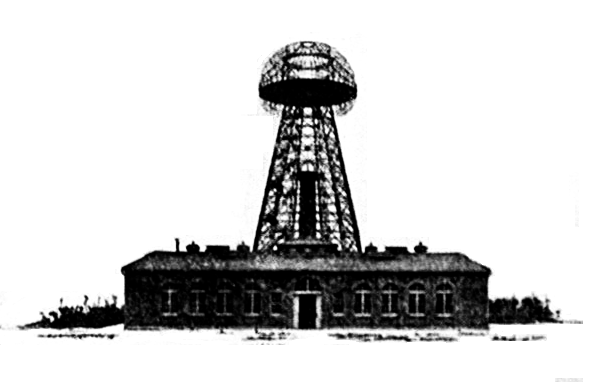
Wardenclyffe Tower (1901–1917), ook bekend als Tesla Tower

Tesla ontwikkelde veel nieuwe en verbeterde bestaande elektrische componenten, dikwijls op radicale wijze:
- De transformator en de inductiemotor
- Verschillende verlichtingssystemen, waaronder de eerste inductiebuislampen, later beter bekend als de tl-buis
- De eerste waterkrachtcentrale voor tweefasige wisselstroom, die hij, in samenwerking met Westinghouse, ontwierp en bouwde bij de Niagarawatervallen. Deze centrale maakte Edisons gelijkstroomsysteem op slag antiek, zodat de oorlog van de stromen door wisselstroom gewonnen werd.
- Onderzoek aan het hele spectrum aan radiogolven en experimenten met röntgenstraling.
- Het principe van draadloze energieoverdracht, door hem ontdekt, ook bekend als het tesla-effect.
- Een vroege vorm van een zogenaamde 'theorie van alles'. Tesla probeerde het verband aan te tonen tussen elektriciteit, magnetisme en zwaartekracht en met een formule te definiëren.
- Een meertrapstransformator, de teslatransformator, die (tot voor kort) in iedere beeldbuis-televisie gebruikt werd.[4]

### Tesla's elektriciteitszender
Omstreeks 1900 experimenteerde Tesla voornamelijk met hoogfrequente wisselstroom in een speciaal laboratorium in Colorado. Hier ontwikkelde hij o.a. zijn speciale meertrapstransformator, de ‘teslatransformator’. In zijn laboratorium had Tesla een reusachtige transformator die meterslange vonken (zelfs bolbliksems) produceerde via een bol op een hoge mast die uit het dak stak. Door het enorme elektromagnetische veld van deze constructie kon Tesla lampen op honderden meters in de omtrek laten oplichten. Om deze grote magnetische velden op te kunnen wekken had hij grote spoelen in de grond ingegraven. Bewoners van het nabije stadje Colorado Springs klaagden bij de autoriteiten dat hij hen uit hun slaap hield bij zijn vaak nachtelijke experimenten die met spectaculaire 'lichtshows' en oorverdovend lawaai gepaard gingen. Toen Tesla ten slotte de generator van het plaatselijke elektriciteitsbedrijf liet doorbranden was de maat vol en werd zijn vergunning ingetrokken. Tesla ging terug naar New York om zijn testresultaten uit te werken. In het verlengde van zijn hoogfrequentespanningsexperimenten probeerde Tesla vervolgens elektriciteit door de lucht te transporteren. Daarom bouwde hij op Long Island een proefinstallatie met zendtoren, bekend als de Wardenclyffe Tower. Maar toen bleek dat het stroomverbruik van eventuele afnemers niet te meten was, trokken de meeste investeerders zich terug. Bovendien zou bij eventueel succes het reeds bestaande elektriciteitsnet met alle investeringen in een klap overbodig en dus waardeloos zijn geworden. Uiteindelijk is door geldgebrek de toren nooit voltooid en heeft Tesla zijn idee ook nooit kunnen bewijzen met een demonstratie. In de Eerste Wereldoorlog werd de toren gesloopt en als schroot verkocht om gedeeltelijk zijn schulden te betalen.

### Teslaturbine
Na het fiasco met zijn elektriciteitszendtoren probeerde Tesla nog geld te krijgen voor een nieuw soort turbine, de teslaturbine. In plaats van aangedreven te worden door druk tegen de schoepen, maakt deze turbine gebruik van de viscositeit van het erdoor stromende medium (stoom, gas of vloeistof). De schijven waar de turbine uit bestaat, worden als het ware meegesleept door het erlangs stromende medium. Als de schijven door een externe motor worden aangedreven kan deze turbine ook als pomp dienen. Hoewel bruikbaar als kleine turbine of pomp, waren demonstraties met grotere exemplaren niet erg succesvol en Tesla's hoop op nieuwe geldschieters vervloog. Tegenwoordig wordt zijn ‘schoepenloze turbine’ nog wel gebruikt als waterpomp, bijvoorbeeld in vijvers.

### Ventiel van Tesla
Het ventiel van Tesla is een passieve terugslagklep met vaste geometrie die een aantal keren terugkeert. Tesla kreeg in 1920 een patent voor deze uitvinding.

## Persoonlijkheid

### Excentrieke geleerde
Tesla was het schoolvoorbeeld van de excentrieke geleerde en uitvinder. Zo was hij zijn leven lang erg gevoelig voor harde zintuiglijke indrukken en beweerde hij dat hij onweer op honderden kilometers afstand kon horen. Positief voor hem was dat Tesla vaak zeer gedetailleerde visualisaties had, waarin hij zijn machines kon laten 'proefdraaien' en zo als het ware problemen met zijn uitvindingen direct zag en kon oplossen. In eigen woorden:
Voordat ik een schets op papier zet, werk ik het hele idee in gedachten uit. In mijn hoofd verander ik de constructie, breng ik verbeteringen aan en zelfs laat ik het apparaat werken. Zonder ooit een schets te tekenen kan ik de maten van alle onderdelen aan instrumentmakers geven. Eenmaal gemaakt passen al die onderdelen, alsof ik de bouwtekeningen echt gemaakt zou hebben. Het maakt me niet uit of ik mijn machine in mijn hoofd of in mijn lab laat draaien. De uitvindingen die ik op deze manier bedacht heb werkten in dertig jaar zonder uitzondering altijd. Mijn eerste elektrische motor, de draadloze vacuümlamp en vele andere apparaten zijn allemaal precies zo ontwikkeld.— Tesla, Nikola: My Inventions: The Autobiography of Nikola Tesla

### Neuroses
Tesla had een ernstige vorm van smetvrees, die soms zo verergerde dat hem het werken onmogelijk werd. En hij had last van andere neurotische dwanghandelingen, zoals een obsessie met het getal drie.

### Sociale omgang

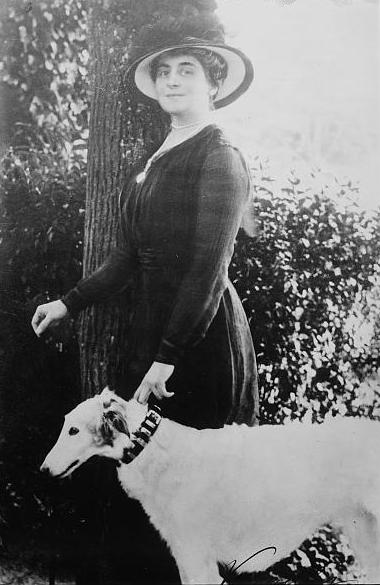
Anne Morgan (datum foto onbekend)

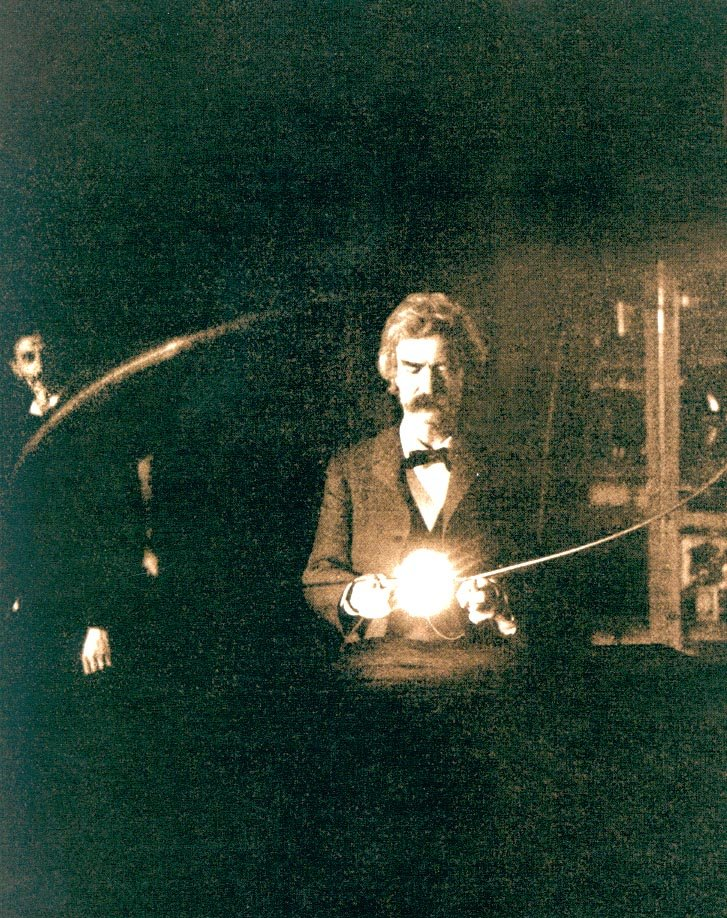
Mark Twain op bezoek in Tesla's lab. Foto uit 1894.

Wat betreft intermenselijk contact was Tesla erg verlegen in de omgang met vrouwen. Hij is nooit getrouwd geweest, hoewel hij volgens geruchten een kortstondige ‘relatie’ had met Anne Morgan, de dochter van de bankier en investeerder John Pierpont Morgan. Volgens tijdgenoten ging het initiatief van Anne uit, zij zou tot op het obsessieve af verliefd op hem zijn geweest. Maar Tesla beantwoordde, volgens hen, haar liefde niet. Anne Morgan is ongetrouwd gebleven maar werd wel een bekende gastvrouw bij de elite van New York en een bekende filantroop die veel liefdadigheidswerk deed. Tesla had dus geen interesse in relaties met het andere geslacht maar hij had wel verschillende levenslange vrienden, onder wie de schrijver Mark Twain.

### Onbewezen claims van Tesla
Op latere leeftijd, toen hij steeds minder middelen en investeerders had om laboratoriumexperimenten op te zetten, sloeg Tesla een alternatieve zijweg in en was hij een dankbare bron voor de sensatiepers. Zo zou hij een ‘dodende straal’ hebben ontwikkeld, een aardbevingsmachine, antizwaartekracht, een apparaat om contact met buitenaardse wezens te maken en een manier om gratis en ongelimiteerd energie uit de ether te halen die door sommige van zijn bewonderaars nog steeds ter discussie wordt gesteld. Tegenwoordig bestaat er in de VS en Europa een groep liefhebbers van Tesla en zijn uitvindingen en veel uitvinders probeerden zijn (vermeende) uitzonderlijke uitvindingen na te bouwen. Zo werd zijn zogenaamde "aardbevingsmachine" getest in het Discovery Channel-programma MythBusters. Ook op YouTube bestaan er verschillende amateurvideo's waarin zijn energiegenerator is nagebouwd. Ten gevolge van al deze aandacht, zijn deze uitvindingen een eigen leven gaan leiden in de populaire cultuur, waar ze opduiken in sciencefictionverhalen, spelletjes en films.

### Tesla's ethertheorie
Tesla bleef zijn leven lang een aanhanger van de tot het begin van de 20e eeuw gangbare theorie die het bestaan postuleerde van ether. De ether zou volgens de theorie als medium fungeren waardoorheen elektromagnetische golven zich in het luchtledige konden voortplanten. Met de publicatie door Einstein in 1905 en 1916 van de speciale relativiteitstheorie en de algemene relativiteitstheorie, kwam voor de voortplanting van elektromagnetische golven een nieuwe verklaring voorhanden, die de gepostuleerde ether overbodig maakte. Tesla noemde de theorie van Einstein, die materie en energie aan elkaar relateert en postuleert dat de ruimte gekromd wordt onder invloed van massa, in 1938 nog steeds onzin. Naar eigen zeggen had Tesla zelf een theorie uitgewerkt die voortbouwde op het werk betreffende de ether door Lord Kelvin en waarmee zwaartekracht, materie en energie verklaard werden. Tesla heeft deze theorie nooit officieel gepubliceerd.

## Eerbetoon

### Vernoemingen
- De Servische Orde van Tesla (Servisch: “Orden Tesle”), een hoge onderscheiding voor wetenschappelijke en technische verdienste.
- De tesla (T) is de SI-eenheid van magnetische fluxdichtheid en magnetische polarisatie.
- Tesla Motors, producent van elektrische auto's.
- Nikola Corporation, bedrijf dat hybride elektrische vrachtwagens ontwikkelt.
- Luchthaven Belgrado Nikola Tesla, het vliegveld van Belgrado.
- De Teslatoren, een woontoren in de Amsterdamse Teslastraat, hoek Middenweg – Kruislaan.

### Media
- Een van de laatste films van Orson Welles was een geromantiseerde biografie van Tesla met Welles in de rol van de investeerder John Pierpont Morgan: The Secret of Nikola Tesla (1980).
- David Bowie speelt Tesla in de film The Prestige (2006).
- In de Canadese scifi-fantasytelevisieserie Sanctuary is er een personage met de naam Nikola Tesla. Net als de echte Tesla deed het personage onderzoek naar elektriciteit en magnetisme.
- De Franse auteur Jean Echenoz schreef over het leven van Tesla in 2010 de roman Flitsen waarin de hoofdpersoon Gregor heet.
- In Coffee and Cigarettes (2003), een film van Jim Jarmusch, werd een scène gespeeld door de White Stripes genaamd  Jack Shows Meg His Tesla Coil.
- De aflevering Nikola Tesla's Night of Terror uit seizoen 12 van de Britse scifi-serie Doctor Who gaat over Nikola Tesla. Ook zijn rivaal Edison speelt een rol.

### Standbeelden

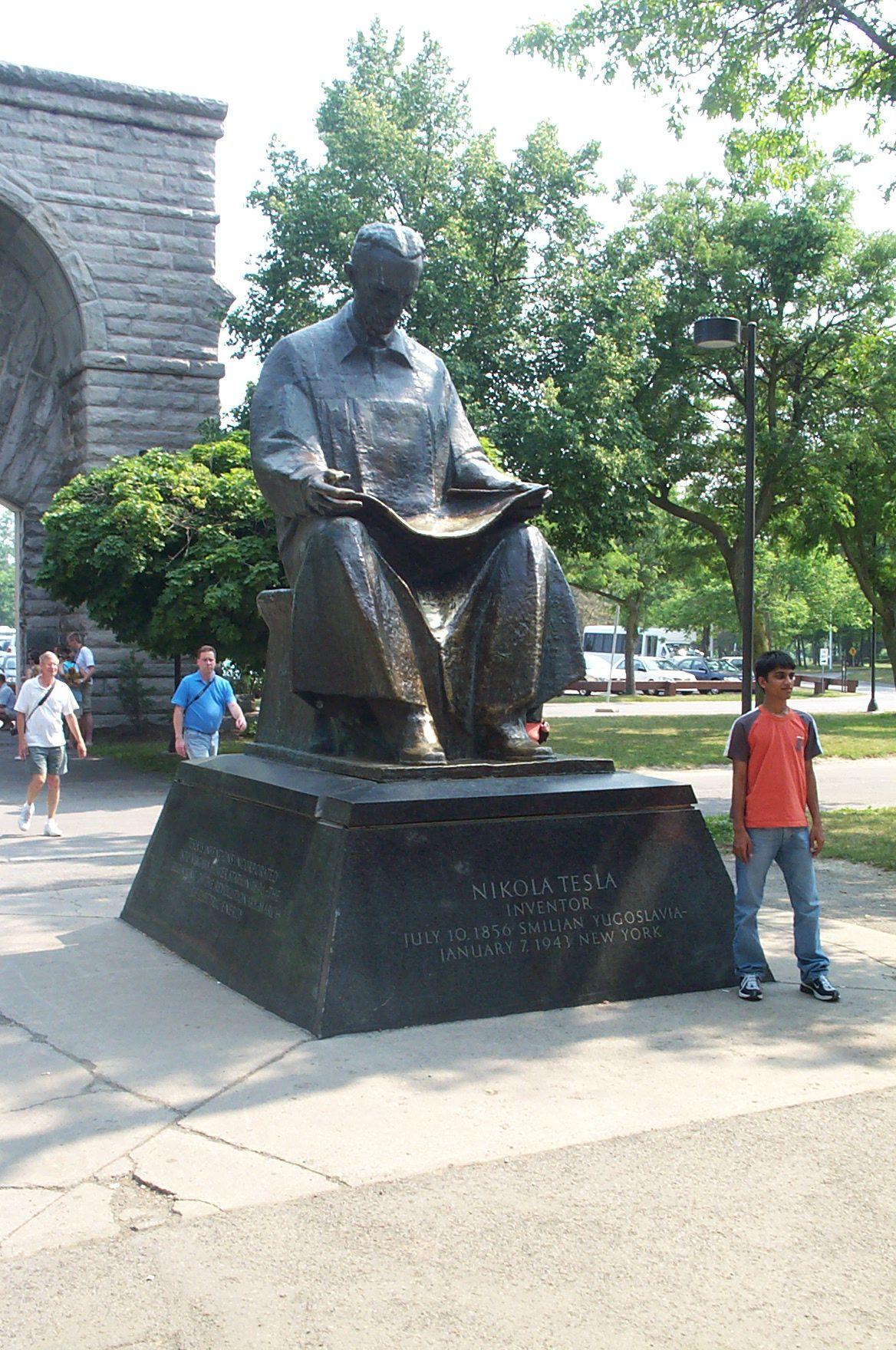
Standbeeld van Tesla bij de Niagara-watervallen waar de eerste elektriciteitscentrale was.
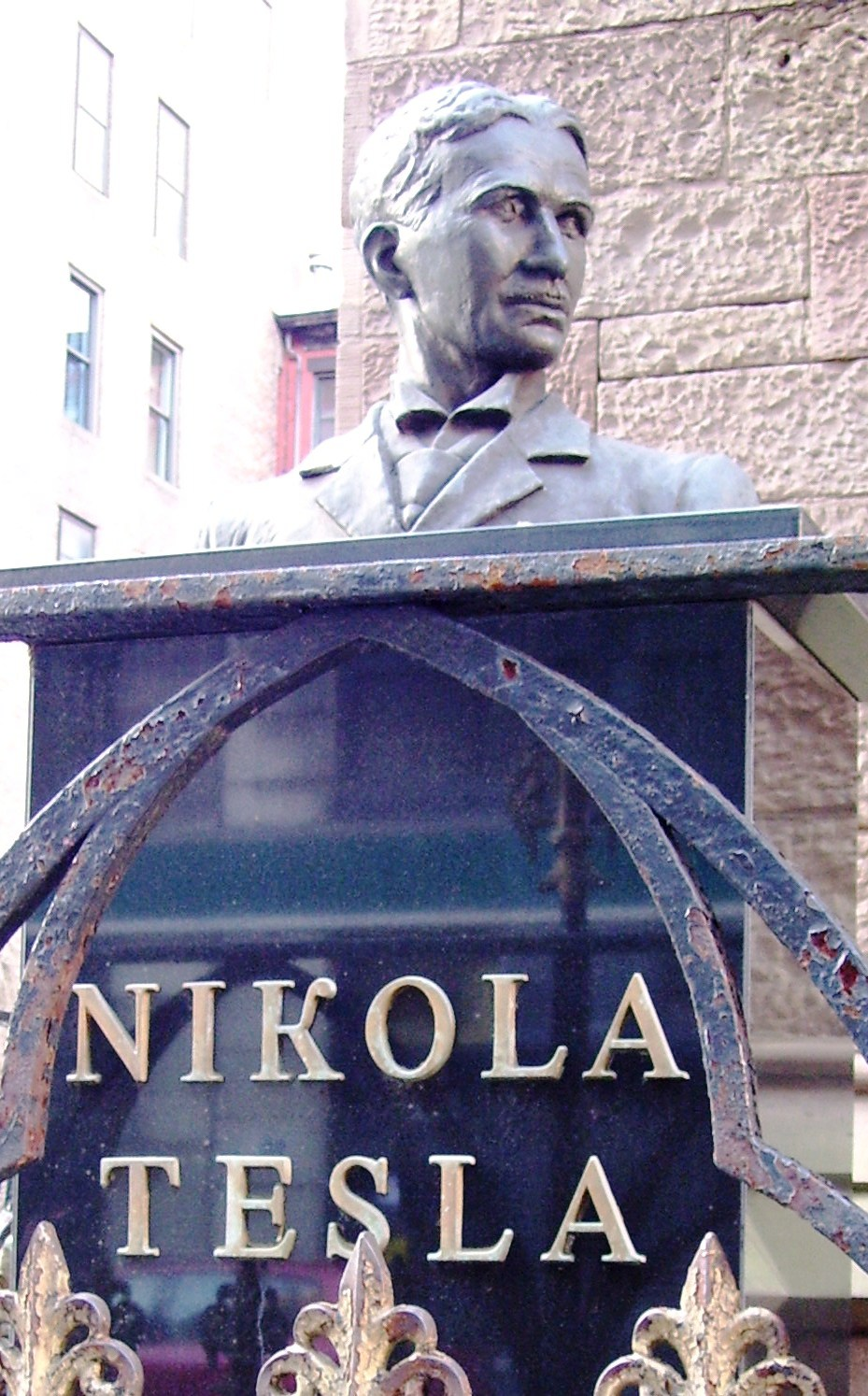
Standbeeld van N. Tesla in de voorkant van de Servisch-orthodoxe Kerk van St. Sava, Manhattan, New York.
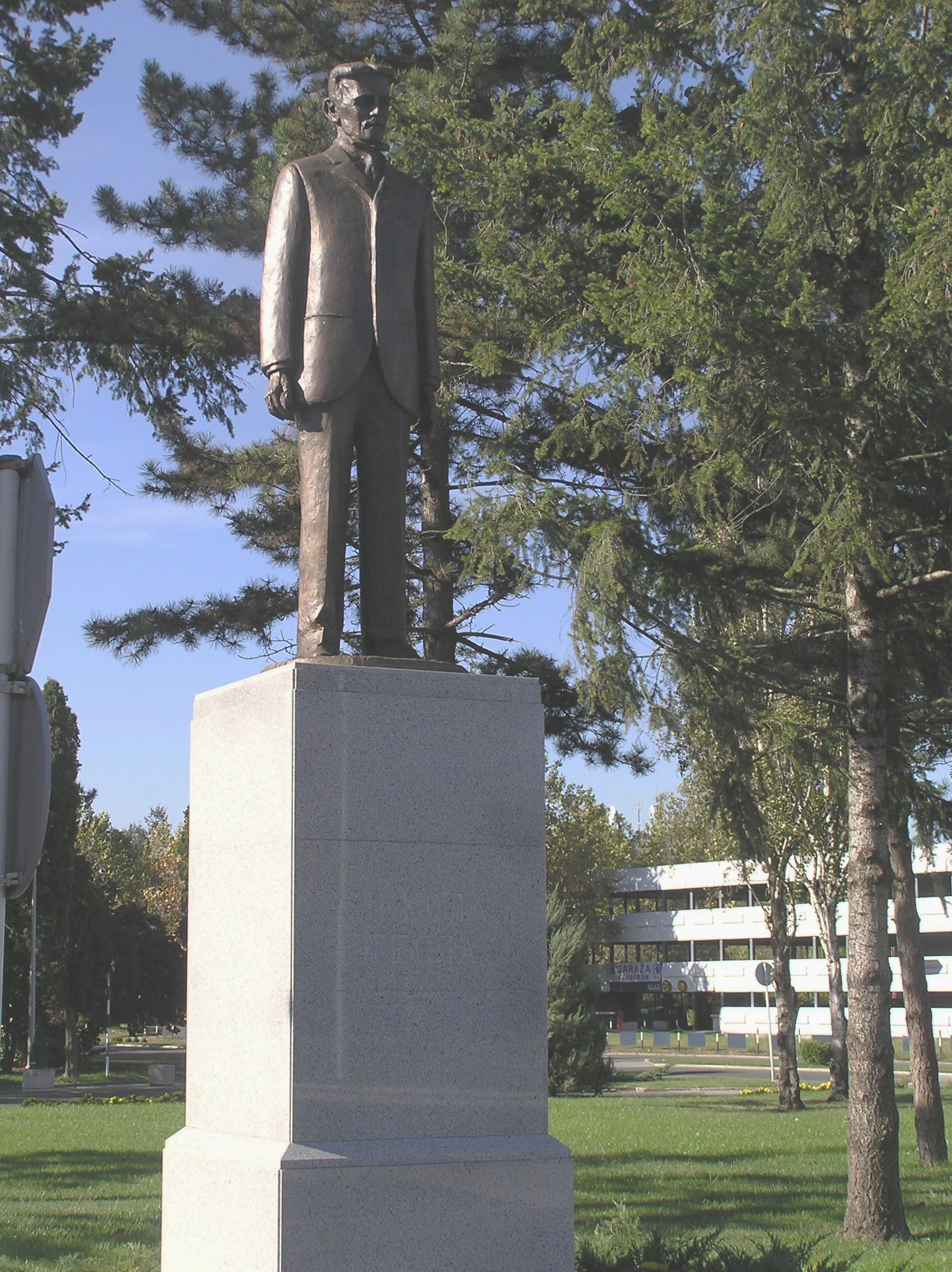
Standbeeld van N. Tesla aan de voorkant van de luchthaven "Nikola Tesla", Belgrado.

### Geld
- Het biljet van 100 Servische dinar toont het portret van Tesla en enkele formules. Ook staat de beeltenis van Tesla op de munten van 10, 20 en 50 cent van de in Kroatië op 1 januari 2023 ingevoerde euro.

## In fictie
Jean Echenoz schreef een vie romancée over Tesla:
- Jean Echenoz, Flitsen, vert. Martin de Haan en Jan Pieter van der Sterre, 2014. ISBN 9789462370036 (Frans orig.: Des éclairs, 2010)